# كوماموناسية ملتهمة الحمض
كوماموناسية ملتهمة الحمض (الاسم العلمي: Comamonas acidovorans) هي نوع من البكتيريا، سلبية الغرام، تتبع جنس الكوماموناسية.